# Сен-Мемен (Дордонь)
Сен-Меме́н (фр. Saint-Mesmin) — коммуна во Франции, находится в регионе Аквитания. Департамент — Дордонь. Входит в состав кантона Иль-Лу-Овезер. Округ коммуны — Перигё.
Код INSEE коммуны — 24464.

## География
Коммуна расположена приблизительно в 400 км к югу от Парижа, в 155 км восточнее Бордо, в 45 км к северо-востоку от Перигё.
По территории коммуны протекает река Овезер.

### Климат
Климат умеренный океанический со средним уровнем осадков, которые выпадают преимущественно зимой. Лето здесь долгое и тёплое, однако также довольно влажное, здесь не бывает регулярных периодов летней засухи. Средняя температура января — 5 °C, июля — 18 °C. Изредка вследствие стечения неблагоприятных погодных условий может наблюдаться непродолжительная засуха или случаются поздние заморозки. Климат меняется очень часто, как в течение сезона, так и год от года.

## Население
Население коммуны на 2010 год составляло 266 человек.
| 1962 | 1968 | 1975 | 1982 | 1990 | 1999 | 2010 |
| ---- | ---- | ---- | ---- | ---- | ---- | ---- |
| 607  | 534  | 455  | 393  | 324  | 284  | 266  |

## Администрация
| Период | Период | Фамилия       | Партия       | Примечания         |
| ------ | ------ | ------------- | ------------ | ------------------ |
| ?      | 1989   | Шарль Бурбон  |              |                    |
| 1989   | 2008   | Рене Ластерна |              |                    |
| 2008   | 2020   | Ги Бушо       | беспартийный | генерал в отставке |

## Экономика
В 2010 году среди 159 человек трудоспособного возраста (15-64 лет) 108 были экономически активными, 51 — неактивными (показатель активности — 67,9 %, в 1999 году было 61,8 %). Из 108 активных жителей работали 94 человека (57 мужчин и 37 женщин), безработных было 14 (8 мужчин и 6 женщин). Среди 51 неактивных 7 человек были учениками или студентами, 23 — пенсионерами, 21 были неактивными по другим причинам.

## Фотогалерея
- Сен-Мемен
- Церковь Св. Максимина
- Река Овезер